# Carl Meinhof
Carl Friedrich Michael Meinhof, född 23 juli 1857 i Barzwitz vid Rügenwalde, död 11 februari 1944 i Greifswald, var en tysk pastor och lingvist, som är känd som en av de första som studerade afrikanska språk. 1905 blev han professor, och 1909 fick han den första lärostolen i afrikanistik i världen. 
Ursprungligen var Carl Meinhof pastor i Zizow, en pommersk by i närheten av Rügenwalde, och ägnade sig på fritiden åt filologiska studier. 
Meinhof mest betydande arbete var att utveckla jämförande grammatikforskning om bantuspråken. Han följde upp det pionjärarbete som utförts av Wilhelm Heinrich Immanuel Bleek om bantuspråkens grammatik. I sitt arbete studerade Meinhof de stora bantuspråken som swahili och zulu för att finna likheter och skillnader. 
Meinhof studerade bantuspråkens system med substantivklasser (ungefär motsvarande grammatiskt genus). Alla bantuspråk har minst 10 sådana klasser och 22 substantivklasser existerar sammanlagt i bantuspråken. Meinhofs definition av substantivklass skiljer sig dock något från den nu vedertagna. 
Meinhof studerade även andra afrikanska språk, däribland kordofanspråken, khoisanspråk och hamitiska språk. Förutom att publicera flera böcker om afrikanska språk gjorde Meinhof även inspelningar av östafrikansk musik 1902, vilket var en av de första inspelningarna av traditionell afrikansk musik som gjordes.
Han utvecklade också den idag inte längre relevanta språkvetenskapliga "hamitteorin". Han försökte bevisa att bantufolken härstammade från en sammansmältning av hamiter och icke-hamitiska afrikanska folk. Dessutom skulle khoikhoifolken ha uppstått genom en sammansmältning av hamiter och bushmän.